# Colméia (Tocantins)
Colméia é um município brasileiro do estado do Tocantins. Localiza-se a uma latitude 08º43'46" sul e a uma longitude 48º45'53" oeste, estando a uma altitude de 362 metros. Sua população estimada é de 11.523 habitantes. Possui uma área de 1026,3 km².
A principal fonte de renda do município e a criação de bovinos e a indústria instalada no município, a Lopesco LTDA. Por isso Colméia conta também com projetos de incentivo agropecuário domo o projeto balde cheio. O nome Chapada dos Marimbondos foi dado devido a grande quantidade de insetos no município, posteriormente foi mudado para Colméia. O principal rio do município é o rio Bananal, que nasce no município de Guaraí passa pelos municípios de Colméia, Goianorte, Pequizeiro e finalmente deságua no rio Araguaia.
A cidade é reconhecida em todo estado pela produção que queijos e outros laticínios.
A principal avenida de Colméia é Avenida Longuinho Vieira Junior.